# Ana María Gómez Campos
Ana María Gómez Campos nació en México el 5 de julio de 1894. Fue una maestra egresada de la Escuela Normal y religiosa fundadora de la Congregación religiosa Católica de las Hijas del Espíritu Santo junto con el Venerable Padre Félix de Jesús Rougier. Dirigió la Congregación desde su fundación en 1924 hasta 1968.

## Infancia y Educación
Fue hija primogénita de los señores Anselmo Gómez Rubio y María Concepción Campos García. A los dos años de edad falleció su papá, quedando al cuidado de su madre y su abuela materna Trinidad, quien ejerció una gran influencia en su vida. Vivió una infancia feliz al lado de su única hermana Guadalupe. Tenía una capacidad intelectual notable lo cual le hizo aprender a leer y escribir tiempo antes de ingresar al Colegio.

## Estudios
A los 15 años de edad sintió por primera vez la inquietud por la vida religiosa. Tuvo también la oportunidad de casarse pero la vida religiosa le seguía llamando más la atención, así como los estudios. En el año de 1909 inicia sus estudios en la Escuela Nacional preparatoria en una época en que la sociedad se encontraba muy cerrada a que las mujeres estudiaran a ese nivel. Sin embargo, al poco tiempo de iniciar sus estudios, comienza a sufrir una grave enfermedad en los ojos, que la obligó a permanecer durante un tiempo en un cuarto obscuro, ya que la luz le hacía mucho daño. Tras un periodo de recuperación, regresó a la escuela para graduarse en 1917 como maestra de educación primaria en la Escuela Normal. Además de esto, continúo estudiando obteniendo un posgrado y su capacidad como educadora notable fue reconocida por la Secretaría de Educación Pública formando parte del primer Centro de Psicología experimental de México mientras era profesora en la Universidad Nacional Autónoma de México.

## Fundación de las Hijas del Espíritu Santo
La maestra Anita fue puesta en contacto con el Padre Félix de Jesús Rougier, fundador de los Misioneros del Espíritu Santo y se convirtió en su guía espiritual. Al notar los grandes dones espirituales e intelectuales de la maestra Anita, el padre la convenció de fundar juntos una congregación religiosa que velara por las vocaciones sacerdotales y formara colegios y miembros de futuras familias cristianas. Tras meditar mucho acerca de la empresa que le había sido confiado y a través de una serie de revelaciones y curaciones milagrosas, la maestra Anita decide dejar en 1922 toda actividad académica y comienza a dedicarse a una vida religiosa.  El 12 de enero de 1924 en medio de la persecución religiosa, nació en la ciudad de San Luis Potosí por iniciativa del padre Félix de Jesús Rougier la Congregación de las Hijas del Espíritu Santo a las que inicialmente se quería llamar "Misioneras del Espíritu Santo" pero fue cambiado el nombre por el delegado apostólico. La aprobación de la congregación se dio hasta el año de 1930. La madre Ana María hizo su profesión religiosa el 12 de febrero de 1934 junto con otras hermanas siendo las primeras religiosas en ser ordenadas dentro de la congregación. Después de la muerte del padre Rougier en 1938, la Madre Ana María hizo la profesión perpetua a los 45 años. En el primer capítulo general de la Congregación en 1944 fue elegida Superiora General. La aprobación pontificia (Decretum laudis) se otorgó en junio de 1950 por parte del Papa Pío XII tras un viaje que la Madre Anita realizó a Roma con otros miembros de la congregación.
En los inicios de la congregación México comenzó a vivir una persecución religiosa a partir de 1926, por lo que la aparición de la Congregación y su notable desarrollo en la república mexicana pareció un desafío al gobierno del Presidente Plutarco Elías Calles. Aun así, la "Madre Anita" como fue conocida en los colegios de sus religiosas luchó por tener una congregación que velara por tener más vocaciones sacerdotales y religiosas.

## Últimos años
El 3 de diciembre de 1968 renunció a ser reelegida como Superiora General de la Congregación pues deseaba ver a sus hijas continuar con el gobierno de la obra y ante la esperanza que representaban las nuevas disposiciones del Concilio Vaticano II. Sus últimos años los vivió orando y cada vez que le era posible visitaba los colegios de la Congregación sin olvidarse jamás de los sacerdotes a quienes atendía con especial aprecio y trataba de dar apoyo material y espiritual. En ningún momento trató de interferir durante sus últimos años en el gobierno de la Congregación.
Falleció en la Ciudad de México el 24 de marzo de 1985. Sus restos mortales descansan en la capilla de la casa-museo ubicada en Patriotismo #54, colonia Escandón, D.F.

## Legado
Aparte de su evidente legado material como fundadora de una importante congregación religiosa en México es notable su influencia espiritual en los miembros de su congregación a través de una colección de cartas y circulares escritas durante varios años de su vida dedicadas a la constancia y la oración, a la explicación de temas intelectuales y religiosos y la mejora de la vocación religiosa. Estas epístolas actualmente se encuentran en proceso de revisión para la causa de su beatificación.

## Causa de canonización
Desde el 16 de febrero de 2002 se encuentra abierto su proceso de Canonización. De llegar a los altares, se convertiría en la primera persona con este alto honor en haber sido además de religiosa, una catedrática de la Universidad Nacional Autónoma de México.